# Okus
Okus je jedno od pet čovjekovih osjetila (čula). Za osjet okusa zaslužni su okusni pupoljci, koji se nalaze na jeziku. Okusni su pupoljci jezika osjetljivi na kemijske podražaje hrane tek kad se hrana otopi u slini. Ti pupoljci su uronjeni u epitel jezika, a građeni su od potpornih i receptorskih stanica iz kojih izlaze živčana vlakna koja se stapaju u živce, koji dalje vode podražaje u koru velikog mozga.
Na površini jezika, osobito na korijenu jezika, nalaze se brojne okusne bradavice, unutar kojih se nalaze okusni pupoljci, koje mogu podražiti samo u slini topljive tvari.

## Vrste okusa
Pet je osnovnih okusa koje razlikujemo: gorko, slatko, slano, kiselo i umami (mesni okus). Usprkos uvriježenoj zabludi da su različiti dijelovi jezika specijalizirani za pojedine okuse, svi okusi dolaze sa svih dijelova jezika.
To je pet (5) osnovnih okusa, no čovjek može razlikovati beskonačno mnogo okusa, a u tome pomaže i osjet mirisa, koji nadopunjava impulse koji idu prema mozgu.